# Vicq (Haute-Marne)
Pour les articles homonymes, voir Vicq.
Vicq est une commune française, située dans le département de la Haute-Marne en région Grand Est.

## Géographie
| Rançonnières | Val-de-Meuse        | Damrémont     |
|              | Vicq                | Laneuvelle    |
| Lavernoy     | Varennes-sur-Amance | Coiffy-le-Bas |

### Hydrographie
La commune est dans le bassin versant de la Saône au sein du bassin Rhône-Méditerranée-Corse. Elle est drainée par la Petite Amance, le ruisseau du Moreux, le ruisseau de la Côte et le ruisseau de Mauvaignant.
La Petite-Amance, d'une longueur de 19 km, prend sa source dans la commune de Saulxures et se jette  dans l'Amance à Bize, après avoir traversé neuf communes. 

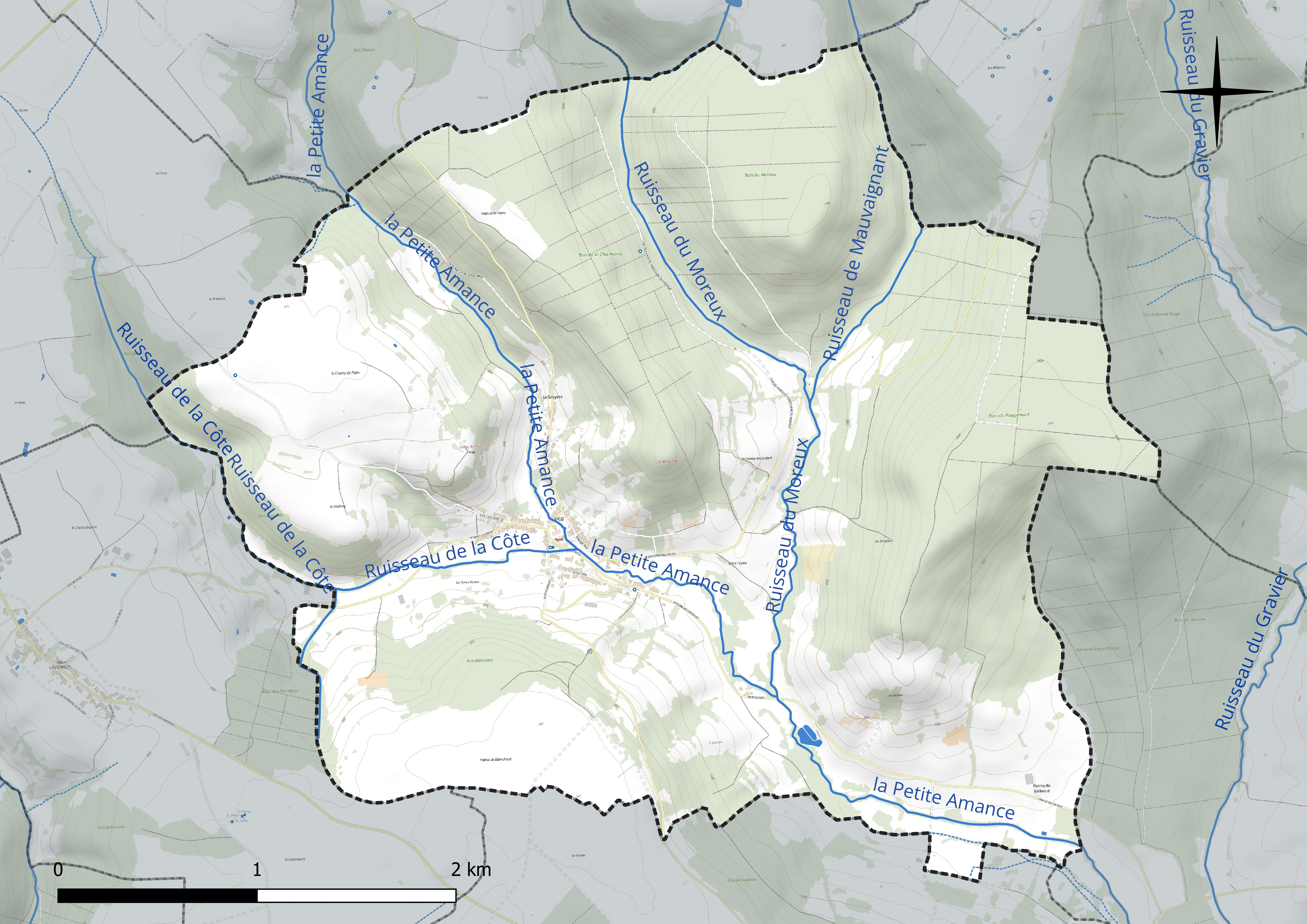
Réseau hydrographique de Vicq.

### Climat
Pour des articles plus généraux, voir Climat du Grand Est et Climat de la Haute-Marne.
En 2010, le climat de la commune est de type climat des marges montargnardes, selon une étude du Centre national de la recherche scientifique s'appuyant sur une série de données couvrant la période 1971-2000. En 2020, Météo-France publie une typologie des climats de la France métropolitaine dans laquelle la commune est exposée à un climat océanique altéré et est dans la région climatique  Lorraine, plateau de Langres, Morvan, caractérisée par un hiver rude (1,5 °C), des vents modérés et des brouillards fréquents en automne et hiver. 
Pour la période 1971-2000, la température annuelle moyenne est de 9,8 °C, avec une amplitude thermique annuelle de 16,8 °C. Le cumul annuel moyen de précipitations est de 939 mm, avec 13 jours de précipitations en janvier et 9 jours en juillet. Pour la période 1991-2020, la température moyenne annuelle observée sur la station météorologique de Météo-France la plus proche, « Val-de-Meuse », sur la commune de Val-de-Meuse à 12 km à vol d'oiseau, est de 9,9 °C et le cumul annuel moyen de précipitations est de 917,4 mm. 
La température maximale relevée sur cette station est de 39,5 °C, atteinte le 25 juillet 2019 ; la température minimale est de −25 °C, atteinte le 18 janvier 1966,,. 
Les paramètres climatiques de la commune ont été estimés pour le milieu du siècle (2041-2070) selon différents scénarios d'émission de gaz à effet de serre à partir des nouvelles projections climatiques de référence DRIAS-2020. Ils sont consultables sur un site dédié publié par Météo-France en novembre 2022.

## Urbanisme

### Typologie
Au 1er janvier 2024, Vicq est catégorisée commune rurale à habitat dispersé, selon la nouvelle grille communale de densité à sept niveaux définie par l'Insee en 2022.
Elle est située hors unité urbaine et hors attraction des villes,.

### Occupation des sols
L'occupation des sols de la commune, telle qu'elle ressort de la base de données européenne d’occupation biophysique des sols Corine Land Cover (CLC), est marquée par l'importance des forêts et milieux semi-naturels (53,1 % en 2018), une proportion identique à celle de 1990 (53,1 %). La répartition détaillée en 2018 est la suivante : 
forêts (51,2 %), prairies (24,5 %), zones agricoles hétérogènes (17,1 %), terres arables (3,3 %), zones urbanisées (2 %), milieux à végétation arbustive et/ou herbacée (1,9 %). L'évolution de l’occupation des sols de la commune et de ses infrastructures peut être observée sur les différentes représentations cartographiques du territoire : la carte de Cassini (XVIIIe siècle), la carte d'état-major (1820-1866) et les cartes ou photos aériennes de l'IGN pour la période actuelle (1950 à aujourd'hui).

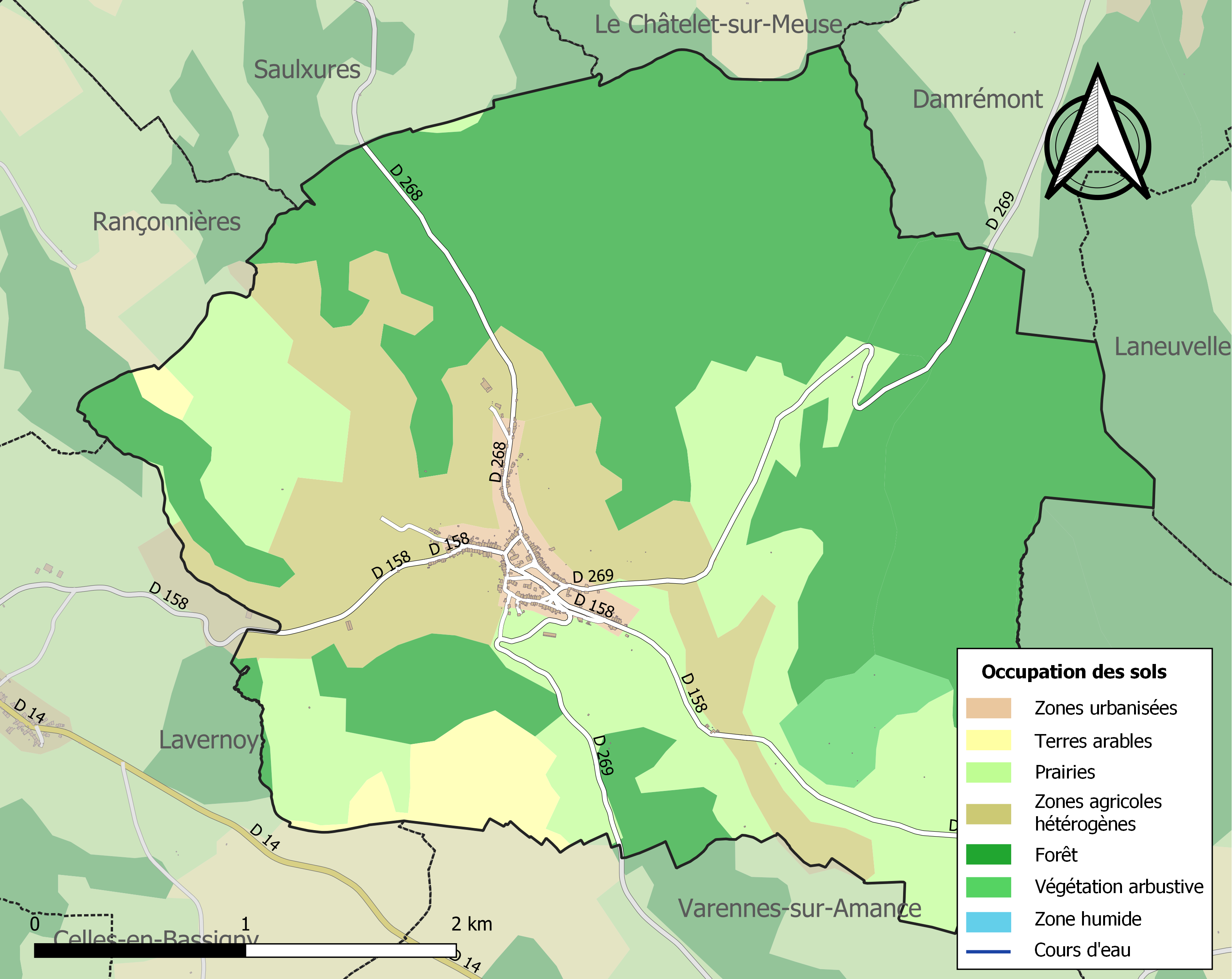
Carte des infrastructures et de l'occupation des sols de la commune en 2018 (CLC).

## Toponymie
L'étymologie de Vicq pourrait dériver du latin vicus signifiant « village, bourg », que l'on retrouve dans Neuvic.

## Culture locale et patrimoine

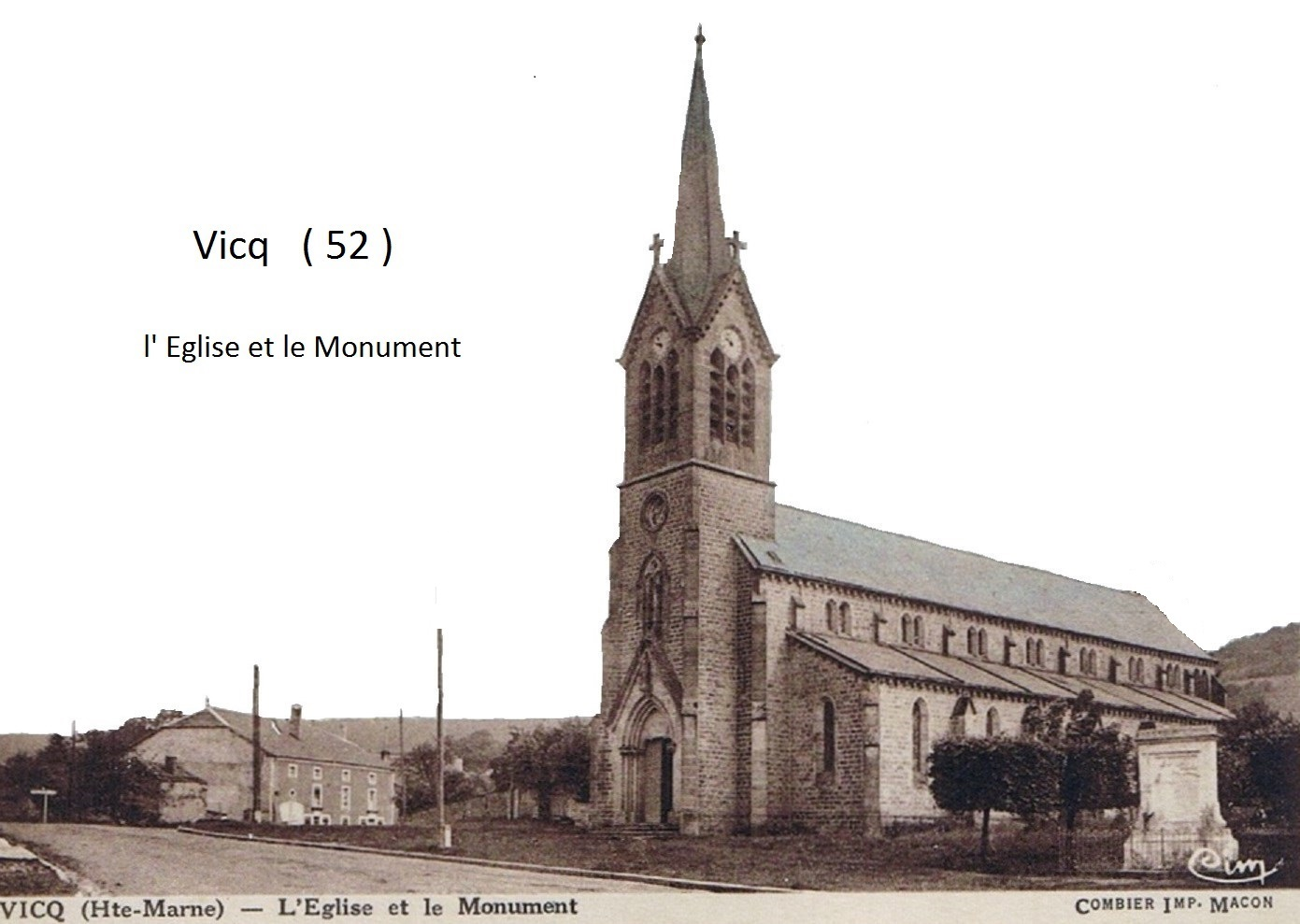
vue ancienne de l' Eglise et du Monument

## Politique et administration

### Liste des maires
| Période                                  | Période  | Identité     | Étiquette | Qualité |
| ---------------------------------------- | -------- | ------------ | --------- | ------- |
| Les données manquantes sont à compléter. |          |              |           |         |
| avant 1981                               | ?        | André Géry   | DVG       |         |
| mars 2001                                | En cours | Jacky Horiot |           |         |

## Population et société

### Démographie
L'évolution du nombre d'habitants est connue à travers les recensements de la population effectués dans la commune depuis 1793. Pour les communes de moins de 10 000 habitants, une enquête de recensement portant sur toute la population est réalisée tous les cinq ans, les populations de référence des années intermédiaires étant quant à elles estimées par interpolation ou extrapolation. Pour la commune, le premier recensement exhaustif entrant dans le cadre du nouveau dispositif a été réalisé en 2006.

En 2022, la commune comptait 161 habitants, en évolution de +5,92 % par rapport à 2016 (Haute-Marne : −4,62 %, France hors Mayotte : +2,11 %).
| 1793 | 1800 | 1806 | 1821 | 1831  | 1836  | 1841  | 1846  | 1851  |
| ---- | ---- | ---- | ---- | ----- | ----- | ----- | ----- | ----- |
| 900  | 978  | 954  | 986  | 1 078 | 1 062 | 1 065 | 1 084 | 1 071 |

| 1856  | 1861  | 1866  | 1872 | 1876 | 1881 | 1886 | 1891 | 1896 |
| ----- | ----- | ----- | ---- | ---- | ---- | ---- | ---- | ---- |
| 1 006 | 1 016 | 1 044 | 974  | 958  | 937  | 930  | 959  | 840  |

| 1901 | 1906 | 1911 | 1921 | 1926 | 1931 | 1936 | 1946 | 1954 |
| ---- | ---- | ---- | ---- | ---- | ---- | ---- | ---- | ---- |
| 813  | 767  | 627  | 494  | 464  | 443  | 434  | 392  | 345  |

| 1962 | 1968 | 1975 | 1982 | 1990 | 1999 | 2006 | 2011 | 2016 |
| ---- | ---- | ---- | ---- | ---- | ---- | ---- | ---- | ---- |
| 345  | 294  | 231  | 195  | 191  | 195  | 176  | 162  | 152  |

| 2021 | 2022 | - | - | - | - | - | - | - |
| ---- | ---- | - | - | - | - | - | - | - |
| 157  | 161  | - | - | - | - | - | - | - |